# Loksa kommun
Loksa kommun (estniska: Loksa vald) var en tidigare kommun i landskapet Harjumaa i norra Estland.
Den omgärdade staden Loksa som dock inte ingick i kommunen. Kommunen uppgick i Kuusalu kommun den 30 juli 2005.

## Orter
I Loksa kommun fanns 28 byar, varav de största var Vihasoo, Suurpea och Viinistu. 